# Donald Mayer Blinken

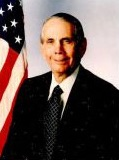
Donald M. Blinken

Donald Mayer Blinken (* 11. November 1925 in Yonkers; † 22. September 2022 in East Hampton) war ein US-amerikanischer Geschäftsmann und Diplomat. Er war Mitbegründer des Private-Equity-Unternehmens Warburg Pincus und von 1978 bis 1990 Vorsitzender der State University of New York. Außerdem war er von 1994 bis 1997 US-Botschafter in Ungarn.

## Biografie
Blinken wurde im Großraum New York als Sohn von Maurice Blinken und seiner Frau Ethel (geb. Horowitz) geboren. Seine Eltern waren jüdisch-osteuropäischer Abstammung. Sein Vater Maurice war ein früher Unterstützer Israels und gründete das American Palestine Institute, das dazu beitrug, die Vereinigten Staaten davon zu überzeugen, die Gründung Israels zu unterstützen. Sein Großvater väterlicherseits, Meir Blinkin, war ein auf Jiddisch publizierender Schriftsteller, der aus dem zum Zarenreich gehörenden Kiew stammte. Blinken hatte zwei Brüder, Alan (der ebenfalls hochrangiger Diplomat wurde) und Robert. Die Brüder wuchsen sowohl in New York City als auch in Yonkers auf. Sie besuchten die Horace Mann School. Blinken schloss sein Studium der Wirtschaftswissenschaften an der Harvard University 1948 mit magna cum laude ab, nachdem er 1944 während des Zweiten Weltkriegs im United States Army Air Corps gedient hatte.
Als Finanzier war er 1966 mit dem Hamburger Bankier Eric M. Warburg Mitbegründer von E. M. Warburg Pincus & Company, einer Private-Equity-Firma in New York. Er war Direktor bei Warburg Pincus und Vorsitzender des Board of Directors. Er war außerdem Kunstsammler, nachdem er in den 1950ern den Maler Mark Rothko kennengelernt hatte. Von 1976 bis 1989 war er Präsident der Mark Rothko Foundation. 1984 verteilte die Stiftung 1.000 Kunstwerke an Museen, darunter an die National Gallery of Art, wo Blinken Mitglied des Kuratoriums war. Neben seinen anderen philanthropischen Engagements war Blinken von 1970 bis 1976 Präsident der Brooklyn Academy of Music, Mitglied des Exekutivausschusses der New York Public Library, Vorstandsmitglied und Vorsitzender des Commentary Publication Committee (das damals zum American Jewish Committee gehörte), und stellvertretender Vorsitzender der New York Philharmonic Symphony Society.
Blinken wurde im September 1976 von Gouverneur Hugh Carey in das Kuratorium der State University of New York berufen und 1978 zum Vorsitzenden des Boards ernannt. Nach Streitigkeiten mit New Yorks Gouverneur Mario Cuomo über Budgetkürzungen reichte er 1989 seinen Rücktritt ein, der im folgenden Jahr wirksam wurde. Blinken war ein bedeutender Parteispender der Demokraten. 1994 ernannte Präsident Bill Clinton Blinken zum Botschafter der Vereinigten Staaten in Ungarn, woher seine zweite Frau stammte. Er wurde vom US-Senat bestätigt und bekleidete dieses Amt bis 1997. Von 2000 bis 2004 war Blinken Generalsekretär des Weltverband der Gesellschaften für die Vereinten Nationen. Er war außerdem Mitglied im Council on Foreign Relations und im Advisory Board des National Committee on American Foreign Policy.
Blinken starb am 22. September 2022 im Alter von 96 Jahren in East Hampton auf Long Island.

## Familie
Blinken war von 1958 bis zu ihrer Scheidung im Jahr 1971 mit Judith Frehm verheiratet und heiratete 1975 Vera Evans. Vera war eine Überlebende des Holocaust in Ungarn während des Zweiten Weltkriegs; 2009 veröffentlichte sie mit ihrem Ehemann ihre Memoiren über ihre Flucht aus dem kommunistischen Ungarn und ihre Zeit in Ungarn während Donalds Amtszeit als US-Botschafter. 2015 wurde das Archiv der Open Society Foundations in Ungarn nach einer Großspende des Ehepaars in „Vera and Donald Blinken Open Society Archives“ umbenannt.
Sein Sohn aus erster Ehe, Antony Blinken, war während der Präsidentschaft von Joe Biden Außenminister der Vereinigten Staaten.